# ذو الشمالين بن عبد عمرو
ذو الشمالين عمير بن عبد عمرو الخزاعي (المتوفي سنة 2 هـ) صحابي بدري، هاجر إلى يثرب، وقُتل في غزوة بدر.

## سيرته
أسلم عمير بن عبد عمرو بن نضلة بن عمرو بن غبشان الخزاعي في مكة، وكان حليفًا لبني زهرة بن كلاب، حيث قدم أبوه عبد عمرو بن نضلة إلى مكة، وحالف عبد بن الحارث بن زهرة الذي زوّجه ابنته نُعمى بنت عبد، فأنجب منها عمير وأخته ريطة. وقيل أنه لُقّب بـ «ذي الشمالين» لأنه كان يعمل بيديه معًا.
هاجر ذو الشمالين إلى يثرب، ونزل على سعد بن خيثمة، وآخى النبي محمد بينه وبين يزيد بن الحارث بن فُسْحُم. شارك ذو الشمالين مع النبي محمد في غزوة بدر، وقُتل بها قتله أسامة الجشمي، وعمر ذي الشمالين يومئذ بضع وثلاثين سنة.